# Sarah Menezes

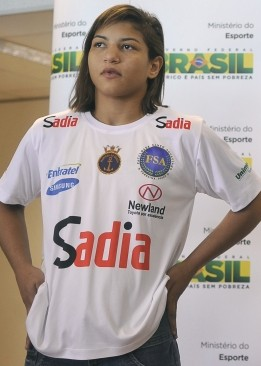
Sarah Menezes

Sarah Gabrielle Cabral de Menezes (* 26. März 1990 in Teresina, Piauí) ist eine brasilianische Judoka. Sie tritt im Superleichtgewicht (Klasse bis 48 Kilogramm) an.
Menezes gewann 2005 bei den brasilianischen Meisterschaften ihren ersten nationalen Titel und konnte diesen 2006 verteidigen, 2008 wurde sie Dritte. Ebenfalls 2005 belegte sie bei den Panamerikanischen Meisterschaften in Caguas den dritten Platz ihrer Gewichtsklasse, ebenso 2009 in Buenos Aires. 2010 gewann sie die Panamerikanischen Meisterschaften in San Salvador. Ihren ersten globalen Meisterschaftstitel errang Menezes bei den Junioren-Weltmeisterschaften im Oktober 2008 in Bangkok, daneben gewann sie zahlreiche weitere internationale Turniere oder platzierte sich in den oberen Rängen.
Bei den Judo-Weltmeisterschaften 2009 in Rotterdam wurde Menezes Fünfte und ein Jahr später bei den Judo-Weltmeisterschaften 2010 in Tokio Dritte, ebenso auf den Judo-Weltmeisterschaften 2011 in Paris.
2008 nahm Sarah Menezes erstmals bei den Olympischen Sommerspielen in Peking teil, belegte jedoch nur Platz 19. Bei den Olympischen Sommerspielen 2012 in London gewann sie die Goldmedaille in ihrer Gewichtsklasse mit einem Sieg über die Rumänin und amtierende Olympiasiegerin Alina Alexandra Dumitru, nachdem sie bereits im Halbfinale gegen die Belgierin und spätere Bronzemedaillträgerin Charline Van Snick gewonnen hatte.
2016 belegte Menezes bei den Olympischen Spielen in Rio de Janeiro den siebten Platz.